# Едикт о реституцији
Едикт о реституцији из 1629. био је законски акт цара Фердинанда II Хабсбуршког којим је Католичкој цркви у Светом римском царству враћена сва имовина одузета након Аугсбуршког мира (1552).

## Позадина
Победа Валенштајнове војске у данској фази тридесетогодишњег рата (1625-1629) ојачала је положај цара Фердинанда II Хабсбуршког  у Светом римском царству. Његови саветници језуити одавно су га молили да искористи своју нову моћ и Царски едикт за враћање Католичкој цркви у што већем броју имовине и прихода који су јој одузети од избијања Реформације, или бар од 1552. године. Фердинанд, страствен католик, сматрао је њихове захтеве праведним, али је потценио практичне потешкоће. Од 1552. имовину која је првобитно припадала Цркви купили су и платили њени садашњи поседници. Да би извршили реституцију, хиљаде власника би морало бити отуђено, вероватно силом, а последични хаос могао је да баци сву Немачку у револуцију. Максимилијан Баварски је првобитно био наклоњен идеји; сада је био згрожен њеним обимом и импликацијама и позвао је Цара да је одложи док је Скупштина царства није пажљиво размотрила. Фердинанд се бојао се да ће Скупштина то одбити, и 6. марта 1629. године објавио је свој Едикт о реституцији. 

## Последице
„Не остаје нам ништа“, речено је у Едикту, „него да подржимо оштећену страну, и да пошаљемо наше поверенике које могу захтевати од неовлашћених поседника повраћај свих архиепископија, епископија, манастира и друге црквене имовине одузете од Мира у Пасау“(1552). Ово је била контрареформација са осветом. То је такође била потврда о апсолутној царској власти, какву би чак и Карло V оклевао да присвоји.
Едикт је наишао на широко распрострањене и страсне протесте, али је принудно спроведен. Кад год би се покушао отпор, позвали су Валенштајнове  војнике и опозиција је савладана свуда осим у Магдебургу, који је успешно издржао Валенштајнову опсаду. Читави градови — Аугсбург, Ротенбург,  Дортмунд - и тридесет варошица прешло је у католичке руке; такође и пет епископија и стотину манастира. Стотине католичких жупа су обновљене. Како су нови власници применили принцип "Чија земља његова религија" (лат. Cuius regio eius religio), захтевајући од поданика да прихвате веру владара, хиљаде протестаната су били приморани да превере или емигрирају; само из Аугсбурга осам хиљада их је отишло у изгнанство. Прогнани протестантски пастори лутали су земљом просјачећи за хлеб; католички свештеници који су их заменили подносили су представку влади да им пружи помоћ. Само је долазак Густава Адолфа спречио потпуни успех Едикта и контрареформације у Немачкој.
Употребивши Валенштајнову војску за спровођење едикта и утврдивши да више нема протестантске војске на терену, Фердинанд више није био упоран да задржи Валенштајна. Маја 1630. затражио је од генерала да пусти 30.000 својих људи на служење у Италији. Валенштајн се томе успротивио, тврдећи да шведски краљ планира да изврши инвазију на Царство; био је игнорисан и одузето му је 30.000 људи. У јулу кнезови изборници су поново предложили уклањање Валенштајна. Цар се сложио и касније 13. септембра обавестио је официре војске да је њиховог генерала заменио у врховној команди Максимилијан Баварски. Валенштајн се пензионисао мирно на своја имања у Чешкој, знајући да се Густав Адолф већ искрцао на немачко тло и да ће Царству ускоро поново бити потребан генерал.

## Напомена
1. ↑  Мир у Пасау окончао је Други шмалкалдски рат 1552.